# Caza de ballenas

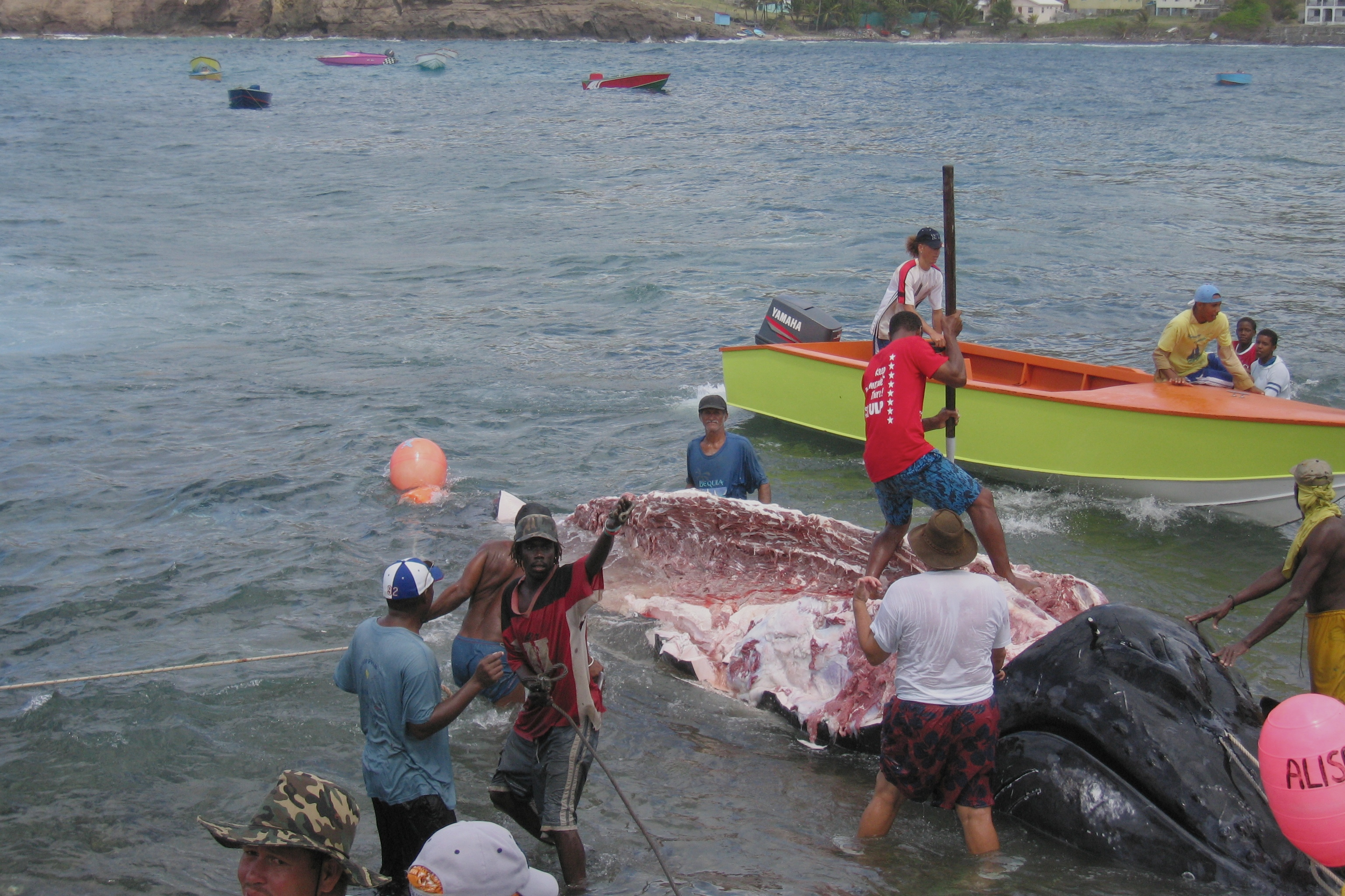
Caza de ballenas en Bequia (San Vicente y las Granadinas). La CBI permite a ciertas comunidades la cacería de subsistencia, como parte de su cultura.

La caza de ballenas consiste en la obtención de recursos a partir de cetáceos, principalmente misticetos. El término "ballena" en sentido estricto se reserva a los integrantes de la familia Balaenidae.
Los primeros registros de esta actividad se remontan al año 3000 a. C. Concretamente, el más antiguo del que se tiene constancia es el yacimiento de los Petroglifos de Bangudae. Varias comunidades costeras desde hace mucho tiempo han cazado y recolectado ballenas varadas para su subsistencia. La caza industrial de las ballenas comenzó en el siglo XVII. A principios del siglo XX, el uso de la tecnología y el aumento en la demanda de recursos superaron el límite sostenible por las ballenas, causando el descenso en las poblaciones de éstas. Durante la década de 1930, más de 50000 ballenas fueron sacrificadas cada año.
En 1986 la Comisión Ballenera Internacional (CBI) prohibió la caza comercial, con el fin de permitir que las poblaciones de cetáceos pudieran recuperarse. Sin embargo, a ciertas comunidades se les permite continuar con la cacería de subsistencia, como parte de su cultura. Además, el artículo VIII de la convención, que reglamenta la caza de la ballena, permite la cacería con fines científicos.

## Caza de ballenas en la antigüedad

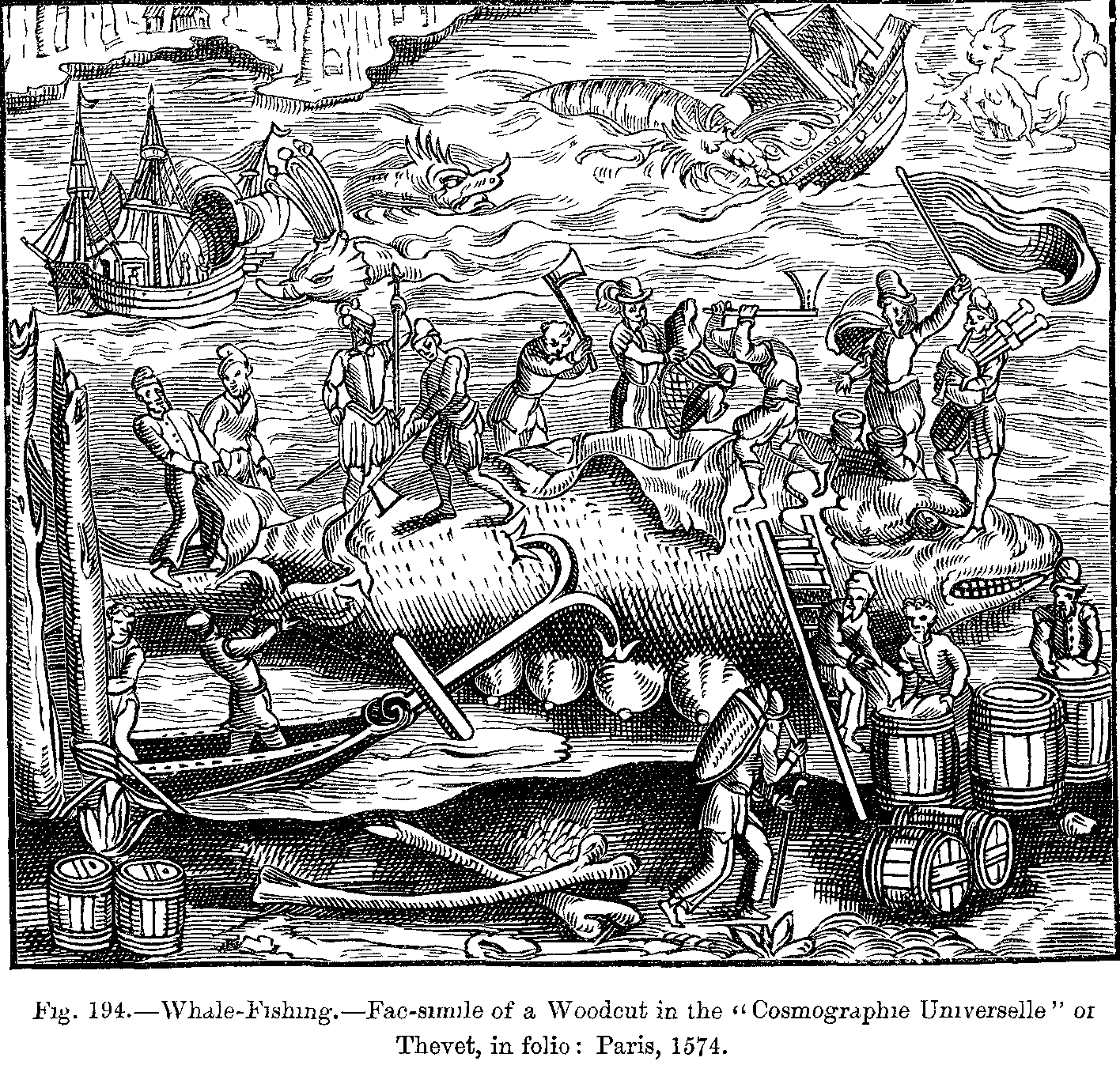
Caza de ballenas en Holanda, grabado del.

La caza de ballenas se realiza desde tiempos prehistóricos. En un inicio se limitaba a la captura de animales en la costa. Al pasar los siglos, la técnica de caza comenzó a mejorar, usando pequeñas embarcaciones en mar abierto para asustar a los cetáceos con ruido y llevarlos a la costa. Esta forma de cacería era usada con especies pequeñas, como ballenas piloto, belugas, narvales y marsopas
En la Edad Media, desde las atalayas de los pueblos de la costa del mar Cantábrico los vigías daban la alarma cuando las ballenas, escapando de las aguas frías del mar del Norte, se acercaban a estas costas. Entonces se preparaban pinazas con 10 o 15 remeros y un arponero que clavaba el arpón en la cabeza del animal, comenzando una dura lucha hasta que el animal era vencido y se lo remolcaba hasta la costa.

### La caza en la revolución industrial
El desarrollo de las técnicas de caza de ballenas modernas fue estimulado en el siglo XIX por el aumento de la demanda de aceite de ballena.
La práctica de esta caza conoció un gran auge con la aplicación de medios industriales a partir del siglo XIX, sobre todo en Europa y Rusia.
La guerra ruso-japonesa, ocurrida entre el siglo XIX y el XX, tenía como motivo central el acceso a los recursos balleneros del mar de Japón (mar del Este) y del Pacífico Norte.

### La caza en elsigloXX
Durante el siglo XX, la población global de cetáceos descendió drásticamente.
En los datos presentados en el libro ''Leviatán, o la ballena'' se puede apreciar el incremento de la caza de ballenas en este siglo y lo urgente que resultan las acciones políticas contundentes para evitar que estos seres desaparezcan muy pronto. 
| 1910           | 1958             |
| -------------- | ---------------- |
| 1303 rorcuales | 32587 rorcuales  |
| 43 cachalotes  | 21846 cachalotes |

Incluso después de la Segunda Guerra Mundial, conflicto durante el cual la mayoría de botes balleneros fueron readecuados para utilizarlos con fines bélicos, la caza continuó siendo indiscriminada; en 1948, el ballenero Balaena capturó más de tres mil ballenas. Para una nación hambrienta, la labor de buques como este fue una contribución importante a la reconstrucción: "4.500 toneladas de carne, 163.000 barriles de aceite comestible (destinado a fabricar margarina), 10.000 barriles de esperma, 170 toneladas de extracto de carne y otras 3.000 toneladas de carne para convertir en forraje para ganado".
Solamente en 1956, en una fábrica rusa, fueron procesadas más de 980 toneladas de piel de ballena para ser convertidas en suelas de zapatos. 
Debido a la falta de control y regulación en la caza de ballenas se estima que durante el siglo XX trescientas sesenta mil ballenas azules murieron presa de buques balleneros. Para 1960, la población de estos seres se estimó en mil individuos.
Con el fin de proporcionar una adecuada conservación y así hacer posible el desarrollo controlado de la industria ballenera, en 1946 se crea la Comisión Ballenera Internacional. En el año 1986 se dictamina una moratoria que terminó con la cacería comercial de cetáceos, pero que permite la llamada cacería científica, además de la cacería de subsistencia para ciertas comunidades en las que esta actividad forma parte de su cultura.

## Caza de ballenas en la actualidad

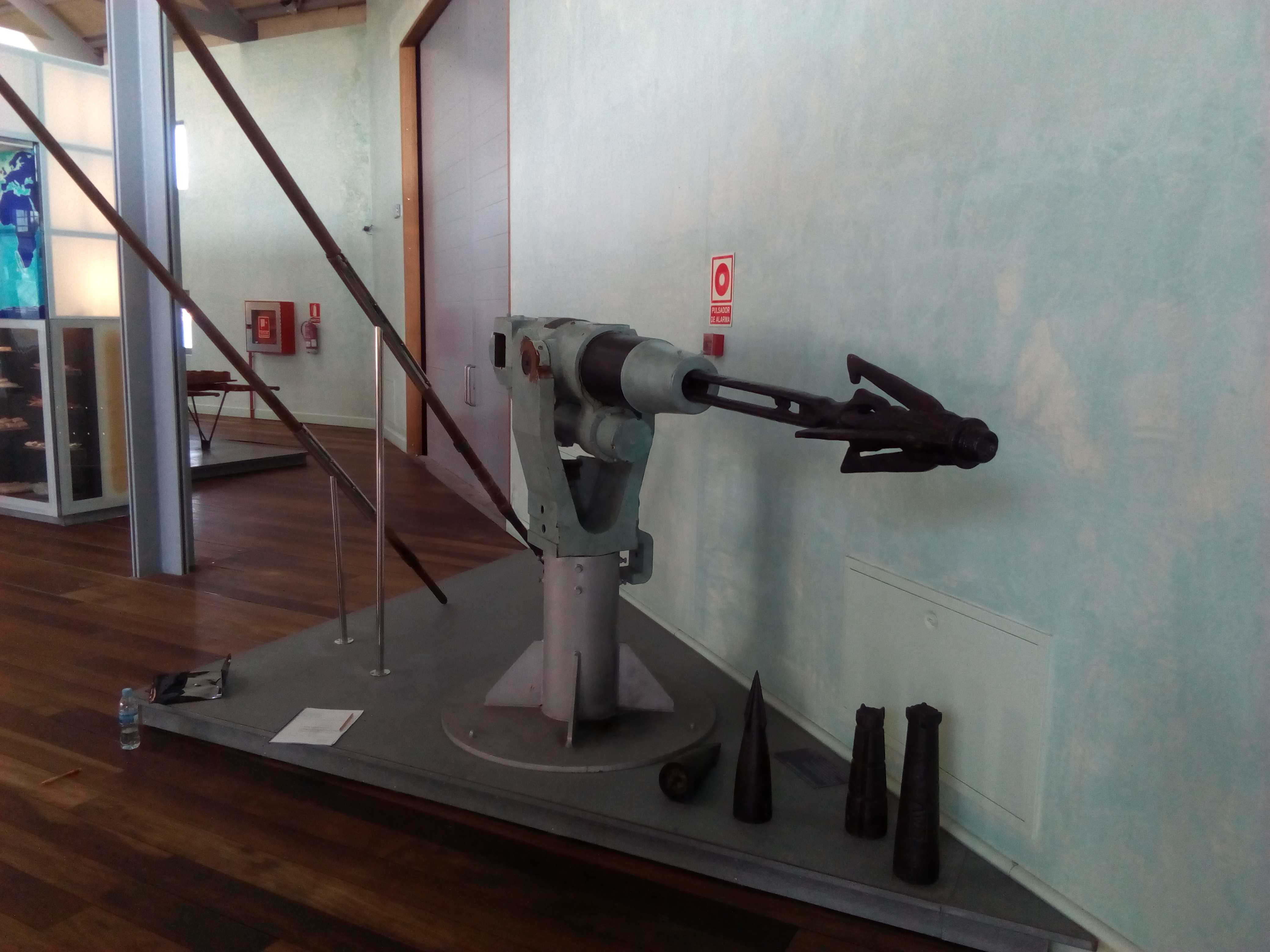
Antiguo cañón arponero utilizado en la caza de ballenas, expuesto en el Museo del Mar de Galicia (Vigo).

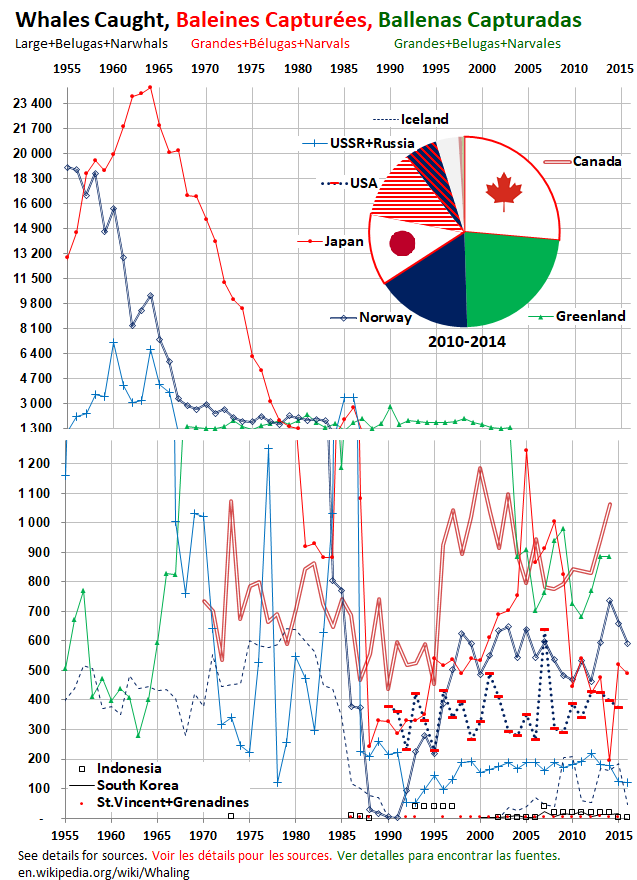
Caza de ballenas 1955-2016.

- Canadá y Groenlandia: Llevada a cabo por pequeñas poblaciones Inuit si bien tiene asignada una cuota anual de 30 ballenas solo se caza una debido a la dificultad de su traslado y procesamiento.[9]
- Estados Unidos: Llevada a cabo por diferentes comunidades indígenas de Alaska.
- Islandia: Retomó la caza comercial desde 2008, con una cuota anual de 100 rorcuales aliblancos y 150 de rorcuales comunes.[10] En junio de 2022 el gobierno islandés anunció que en 2024 Islandia dejará la caza de ballenas debido a una drástica caída del consumo de carne de ballena.[11][12]
- Islas Feroe: Alrededor de 950 calderones de aleta larga son cazados cada año como parte de su cultura, en una actividad regulada por las autoridades locales, pero no por la CBI.[13] En junio de 2022 el gobierno de las islas anunció el establecimiento de un límite máximo de 500 ejemplares cazados al año.[14]
- Japón: Producto de la moratoria a la cacería comercial y las presiones internacionales, Japón ha desarrollado la llamada cacería científica, catalogada por varios países e instituciones como una cacería comercial encubierta. También existe la caza anual de delfines en Taiji, en la que cientos de pequeños cetáceos son capturados para la industria del ocio y algunos son destinados al consumo humano.[15] En diciembre de 2018 Japón anunció su retirada del CBI,[16] y el 1 de julio de 2019 reanudó la caza comercial de ballenas subvencionada por el gobierno japonés.[17]
- Noruega: Realiza cacería comercial del rorcual albiblanco, con cuotas anuales en torno a las 999 capturas.[18] de ellas el 90 por ciento son hembras, en su mayoría preñadas.[19]
- Rusia: En la región de Chukotka se realiza la caza de ballenas grises, tienen permiso a 2017 de cazar de tres a cinco ballenas al año.[20][9]
- San Vicente y las Granadinas: Llevada a cabo por los nativos de San Vicente y las Granadinas en la isla de Bequia. La CBI permite una cuota anual de 4 yubartas, a 2017 el Primer ministro esta estudiando la posibilidad de prohibir su caza total.[21]

### Productos obtenidos de la industria ballenera
- Aceite de ballena: Aceites para usos industriales, iluminación y alimentación.
- Espermaceti: Cosméticos, lápices labiales, lápices grasos.
- Ámbar gris: Fijadores de perfumes, considerado como el más valioso de los productos de la industria ballenera.
- Glándulas endocrinas e hígado: productos farmacéuticos, hormonas, vitamina A.
- Carne: Representa el 1,7% de la carne consumida en Japón[22]

## Caza científica de ballenas

Buque factoría Nisshin Maru, parte de la flota científica de Japón.

Actualmente, los países miembros del CBI no pueden cazar ballenas por razones comerciales, pero está permitido cazar con fines científicos. Debe considerarse que esta regulación fue redactada cuando no existían otras alternativas prácticas para la obtención de información que no fuera la muerte del animal.
La información obtenida por el Centro de Estudios Cetológicos de Japón ha sido catalogada por el comité científico de la CBI como pobre e innecesaria. Estos estudios dan como resultado miles de toneladas de carne que es comercializada en Japón.
Algunas de estas publicaciones (que se llevan a cabo desde 1977) se refieren al contenido estomacal rorcual Sei, sin embargo, este tipo de estudio no proporciona por lo general nada más que una instantánea de las presas consumidas recientemente y no necesariamente la dieta del animal.
Otras especies dentro del programa de caza (científica) de Japón incluyen al rorcual aliblanco, rorcual tropical y cachalote, con el fin de estudiar su papel en el ecosistema. Hoy en día para la recolección de información como el sexo, edad, niveles hormonales, etc., no es necesaria la muerte del cetáceo, pues se puede obtener mediante exámenes de sangre y biopsias.
El sitio wikileaks publicó que existen negociaciones entre Japón, Australia y Nueva Zelanda para permitir la caza comercial de cetáceos en aguas territoriales niponas a cambio de disminuir la supuesta caza científica en aguas antárticas.
El 16 de febrero de 2011 Japón informó la suspensión temporal de la supuesta caza científica en la Antártida debido a las constantes presiones de activistas, sobre todo de Sea Shepherd.